# Arturo Gazul Sánchez-Solana
Arturo Gazul Sánchez-Solana (Cala, 1887-Berna, 1970) fue un periodista y escritor español.

## Biografía
Era hijo de Arturo Gazul de Uclés y de Carmen Sánchez-Solana. Nacido en 1887 en la localidad onubense de Cala, parte de su infancia la pasó en Llerena, en la provincia de Badajoz, adonde se trasladó tras el fallecimiento de sus padres. Colaboró en la prensa de la época, tanto extremeña como catalana. Gazul, que estudió la figura de Zurbarán, del que escribió varios artículos, falleció en 1970 en Suiza.